# Europa Cup (vrouwenhandbal) 1962/63
De European Champions Cup 1962/63 is de hoogste internationale club handbalcompetitie in Europa wat door de Internationale Handbalfederatie (IHF) organiseert.

## Deelnemers
| Voorronde | Voorronde |
| --- | --- |
| - Frederiksberg IF: Kampioen van Denemarken - Fortschritt Weissenfels: Kampioen van DDR - Südwest 1947: Kampioen van Duitsland - US Ivry: Kampioen van Frankrijk - Budapesti Spartacus: Kampioen van Hongarije - Niloc Amsterdam: Kampioen van Nederland | - Ruch Chorzów: Kampioen van Polen - Danubia Wien: Kampioen van Oostenrijk - Rapid București: Kampioen van Roemenië - Trud Moskou: Kampioen van de Sovjet-Unie - ČKD Praag: Vicekampioen van Tsjecho-Slowakije - IK Ymer: Kampioen van Zweden |
| Kwartfinale | |
| - Lokomotiva Zagreb: Kampioen van Joegoslavië | - Sparta Praag: Titelhouder |

## Voorronde
| Team 1                  | Score   | Team 2          | 1       | 2       |
| ----------------------- | ------- | --------------- | ------- | ------- |
| ČKD Praag               | 11 – 05 | Danubia Wien    | 09 – 03 | 02 – 02 |
| Fortschritt Weissenfels | 22 – 09 | IK Ymer         | 14 – 03 | 08 – 06 |
| Ruch Chorzów            | 18 – 26 | Trud Moskou     | 11 – 11 | 07 – 15 |
| Frederiksberg IF        | 17 – 10 | Südwest 1947    | 09 – 04 | 08 – 06 |
| Budapesti Spartacus     | 08 – 20 | Rapid București | 02 – 04 | 06 – 16 |
| Niloc Amsterdam         | 14 – 13 | US Ivry         | 08 – 06 | 06 – 07 |

## Kwartfinale
| Team 1           | Score   | Team 2                  | 1       | 2       |
| ---------------- | ------- | ----------------------- | ------- | ------- |
| ČKD Praag        | 14 – 15 | Fortschritt Weissenfels | 08 – 08 | 06 – 07 |
| Trud Moskou      | 17 – 15 | Sparta Praag            | 08 – 07 | 09 – 08 |
| Frederiksberg IF | 30 – 13 | Niloc Amsterdam         | 17 – 07 | 13 – 06 |
| Rapid București  | 19 – 14 | Lokomotiva Zagreb       | 13 – 08 | 06 – 06 |

## Halve finale
| Team 1                  | Score   | Team 2          | 1       | 2       |
| ----------------------- | ------- | --------------- | ------- | ------- |
| Fortschritt Weissenfels | 16 – 19 | Trud Moskou     | 10 – 07 | 06 – 12 |
| Frederiksberg IF        | 14 – 13 | Rapid București | 11 – 07 | 03 – 06 |

## Finale
| Datum         | Team 1      | Score   | Team 2           | Locatie                  |
| ------------- | ----------- | ------- | ---------------- | ------------------------ |
| 14 april 1963 | Trud Moskou | 36 – 38 | Frederiksberg IF | Praag, Tsjecho-Slowakije |

|             |
|             |
| Trud Moskou |
| 1ste titel  |